# Carl Gustav Sanio
"Carl Gustav Sanio ( * 1832, Lyck, Prusia - 1891 , ibíd. ) fue un botánico y profesor alemán.
Nace en Lyck. Obtuvo su doctorado en Medicina y en Botánica en la Universidad de Königsberg, logrando su habilitación en 1858. Con Sanio se comienza a conocer la estructura y formación de las maderas de pino; por ejemplo trabajando con la especie Pinus sylvestris, fue el pionero en realizar el estudio de variabilidad, observando que a cualquier altura del tronco, la longitud promedio de las traqueidas aumentaba desde los primeros anillos de crecimiento hasta alcanzar cierta longitud a partir de la cual no había ningún incremento. Además mantuvo un especial interés sobre el desarrollo de las esporas de Equisetum, y el análisis de los musgos.
Desarrolló su carrera académica en Königsberg. 

## Honores
- El género de briófitas Sanionia Loeske 1897 se nombró en su honor.[1]
- El híbrido Carex × sanionis K.Richt. 1890 de la familia Cyperaceae

- La estructura anatómica: "barras de Sanio" en traqueidas de coníferas.

- La abreviatura «Sanio» se emplea para indicar a Carl Gustav Sanio como autoridad en la descripción y clasificación científica de los vegetales.[2]